# Lista över rollfigurer i Twilight
Rollfigurerna i Twilight förekommer i böckerna i serien Twilight av Stephenie Meyer och de filmer som är baserade på böckerna.

## Huvudfigurer

### Isabella Swan
Isabella "Bella" Marie Swan (senare Bella Cullen) är född 13 september 1987 i Forks i Washington, och uppväxt i Phoenix, Arizona. Hon flyttar hem till sin pappa i Forks när hennes mamma flyttar från Bellas hemstad till Florida med sin nye make Phil. I Forks träffar Bella den mystiske Edward Cullen och hennes tråkiga liv får en plötslig vändning.
I filmerna spelas Bella av Kristen Stewart.

### Edward Cullen
Edward Cullen (född Edward Anthony Masen) är född 20 juni 1901 i Chicago och är en vampyr. Sommaren 1918 låg han döende i spanska sjukan, och det var då Dr. Carlisle Cullen hittade honom på sjukhuset som han jobbade på och gjorde honom till vampyr. Edward har en väldigt speciell förmåga, han kan läsa folks tankar. När Bella Swan flyttar till staden upptäcker han dock att hennes tankar är de enda han inte kan läsa. Edward blir fascinerad av henne och de blir senare bli ett par.
I filmerna spelas Edward av Robert Pattinson.

### Jacob Black
Jacob "Jake" Black, född 1989 i La Push i Washington, är en skepnadsskiftare, dock ofta omnämnd som varulv. Jacob är snabbare och starkare än de andra varulvarna eftersom han är född till alfahanne. På grund av att han har varulvsförfäder på båda föräldrarnas sidor var det oundvikligt att han så småningom skulle bli varulv. Jacob är Bellas bästa vän och är i stora delar av bokserien djupt förälskad i henne. På grund av att varulvar och vampyrer i regel avskyr varandra vill han inte att hon ska välja livet som vampyr.
I fjärde boken blir Jacob präglad på Edwards och Bellas dotter Renesmee, vilket innebär att hon blir världens mittpunkt för honom. Jacob och Edward blir också nära vänner från och med fjärde boken, Så länge vi båda andas.
I filmerna spelas Jacob av Taylor Lautner.

### Renesmee Cullen
Renesmee "Nessie" Carlie Cullen är Edward och Bella Cullens dotter, som finns med först i den fjärde och sista boken. Hon är till hälften vampyr och till hälften människa. Hon föddes 10 september, och i samband med hennes födelse förvandlade Edward Bella till vampyr, eftersom påfrestningen var för svår för henne att klara av som människa.
Renesmees hjärta slår onaturligt fort, och hon växer fyra gånger så fort som vanliga människor, både mentalt och fysiskt; när hon är tre månader gammal ser hon ut som en stor ettåring eller en liten tvååring. När hon har blivit fullvuxen, vilket inträffar ungefär efter 7 år, stannar hon i åldern precis som vampyrerna.
Renesmee har en övernaturlig förmåga, precis som vissa av vampyrerna. Hon kan genom beröring visa andra personer sina tankar samt bilder hon har i huvudet. Hon föredrar att kommunicera på det sättet framför att prata.
Jacob Black, som präglats på Renesmee, kallar henne för Nessie, vilket Bella ogillar eftersom det påminner henne om namnet på Loch Ness-odjuret. Senare vänjer sig Bella vid smeknamnet, och även hon börjar kalla sin dotter för Nessie. När Bella får nys om att Jacob präglats på Renesmee visar hon sin starka ovilja genom att anfalla honom, men varulven Seth räddar Jacob från att dödas av Bella.
I filmen Breaking Dawn spelas Renesmee av Mackenzie Foy.

## Vampyrer

### Familjen Cullen

#### Carlisle Cullen
Carlisle Cullen är den första vampyren i familjen Cullen. När han levde i Italien kallades han Stregoni Benefici av vampyrflocken Volturi men hans riktiga namn är Carlisle Cullen. Han föddes runt år 1640 i London och blev vampyr i 23-årsåldern. Hans far var präst och vampyrjägare, och det var under en av jakterna som Carlisle blev biten av en vampyr. Han visste att hans far skulle bränna allt som kommit i kontakt med vampyren så han kröp iväg från gatan och gömde sig under en hög med rutten potatis för att genomgå förvandlingen. När han sedan insåg vad han blivit försökte han göra motstånd mot det, men han var väldigt ung i sitt nya liv och väldigt stark.
Carlisles adoptivbarn och familjemedlemmar som han har omvandlat till vampyrer är (i den ordning de skapats): Edward Cullen, Esme Cullen, Rosalie Hale och Emmett Cullen. Carlisle är gift med Esme Cullen, medan Edward, Rosalie och Emmett är hans adoptivbarn. Till Carlisles familj hör även adoptivbarnen Alice Cullen och Jasper Hale, som omvandlades till vampyrer på annat håll.
Carlisle har aldrig sugit en människas blod i avsikt att mätta sin hunger, och han har aldrig dödat en människa. Han och hans familj lever på en diet av blod från djur istället för människoblod, vilket för vampyrer är den naturliga kosten. Han arbetar som läkare och är efter många århundraden av träning näst intill immun mot den annars oemotståndliga lukten av människoblod.
I filmerna spelas Carlisle av Peter Facinelli.

#### Esme Cullen
Esme Anne Platt Evenson Cullen, född 1895. Esme kastade sig ut för en klippa efter att hon förlorat sitt förstfödda barn. Hon fördes till ett bårhus trots att hon fortfarande levde, och Carlisle hittade henne. Han omvandlade henne till vampyr för att hon skulle överleva, och de gifte sig sedan och lever än som partner. Esme är godhjärtad och älskvärd och hon har tagit på sig rollen som adoptivmor till de andra adopterade medlemmarna i familjen.
I filmerna spelas Esme av Elizabeth Reaser.

#### Alice Cullen
Alice Cullen (född Mary Alice Brandon) är en av Esme och Carlisle Cullens adoptivdöttrar. Alice har, precis som sin adoptivbror Edward, krafter utöver det vanliga, hon får uppenbarelser och kan se in i framtiden. Alice är väldigt modemedveten och hon är Edwards favoritsyster och hon stöttar honom alltid. Hon är ihop med Jasper Hale. Hon tycker mycket om Bella och är väldigt envis.
Alice minns inget från sitt mänskliga liv, men hon får senare reda på att hon satt inspärrad på ett dårhus för sina uppenbarelser. Hon blev förvandlad av en gammal vampyr som beskyddade henne från jägarvampyren James, och Alice tror att hon blev förvandlad i början av 1900-talet. Det enda hon vet om sin familj är att hennes föräldrar inte var särskilt sociala, att hon hade en lillasyster som heter Cynhtia, och att Cynthias dotter fortfarande lever.
I filmerna spelas Alice av Ashley Greene.

#### Rosalie Hale
Rosalie Lillian Hale, född år 1915 och blev vampyr år 1933. Rosalie var en vacker kvinna från medelklassen som blev bortlovad till sin fars chefs son. Dagen innan deras bröllop misshandlade och våldtog hennes fästman och hans vänner henne. De lämnade henne på gatan i tron att hon var död. Det var i det tillståndet Carlisle Cullen hittade henne. För att hon skulle kunna överleva var han tvungen att förändra henne till en vampyr. Rosalie har aldrig kunnat acceptera faktumet att hon aldrig kommer att kunna få barn. Det är hennes största sorg och hon skulle göra allt för att få bli mänsklig igen. När Rosalie var två år gammal som vampyr var hon ute och jagade. Då hittade hon Emmett McCarthy, svårt skadad efter att blivit överfallen av en björn. Hon tog hem honom till Carlisle som förändrade honom till en vampyr. Ända sedan dess har Rosalie och Emmett varit ett par.
Rosalie gillar först inte Bella Swan. Den största anledningen till att Rosalie ogillar Bella är att Bella vill kasta bort sitt liv för att bli vampyr, medan Rosalie skulle göra allt för att bli mänsklig igen. En av hennes största drömmar är nämligen att få barn, vilket är omöjligt för henne då hon inte längre är mänsklig. Hon börjar gilla Bella mer efter att Renesmee har kommit till världen då Bella gör precis samma val som Rosalie hade gjort om hon varit i Bellas sits.
Rosalie är gift med Emmett Cullen. Anledningen till att Rosalie och Jasper heter Hale i efternamn istället för Cullen är att man inte vill invånarna i Forks ska tro att barnen i familjen är riktiga syskon, eftersom Emmett och Rosalie har ett förhållande, liksom Alice och Jasper. Därför låtsas Jasper och Rosalie att de är tvillingar, och att Emmett, Alice och Edward är syskon, medan ingen av dem egentligen delar släktband.
I filmerna spelas Rosalie av Nikki Reed.

#### Emmett Cullen
Emmett Cullen (född Emmett McCarty) föddes år 1915, och blev vampyr år 1935. Emmett är gift med Rosalie, som hittade honom i skogen efter att han blivit attackerad av en björn. Emmett är den starkaste vampyren i familjen. Han beskrivs som stor och björnlik, vilket även sägs matcha hans teknik när han jagar, och han är väldigt tävlingsinriktad. Det finns mycket lite i världen som besvärar Emmett, såvida det inte gäller Rosalie eller familjens säkerhet. Emmett har stor känsla för humor och gillar att reta Bella för hennes sexliv med Edward.
I filmerna spelas Emmett av Kellan Lutz.

#### Jasper Hale
Jasper Hale (född Jasper Whitlock) föddes 1843 i Texas. Han blev general vid 17 års ålder, då han stred för sydstaterna i inbördeskriget. Jasper var en bra och manipulativ talare när han var människa, och tack vare det har han den ovanliga förmågan att kunna känna av och manipulera andras känslor. 
Jasper blev vampyr vid runt 20 års ålder då han tjänstgjorde som general. Han skapades av en vampyr vid namn Maria för att hon ville att han skulle hjälpa henne att ta över Mexico City genom att skapa en armé av nyfödda vampyrer. Han gick med på detta, och även om han först inte förstod det själv blev han mer och mer deprimerad allt eftersom striderna blev våldsammare. Han var inte medveten om det då det pågick, men hans depression berodde på att han kunde känna sina fienders känslor när han dödade dem. Till slut blev det för mycket för honom och han lämnade Maria. Då träffade han Alice, som sett deras framtid tillsammans i en vision. De reste till Carlisle Cullen och hans familj, som då bestod av Carlisle och hans fru Esme, samt Edward, Rosalie och Emmett. Alice hade sett deras ansikten många gånger i sina uppenbarelser och visste att deras sätt att leva skulle vara bra för Jasper, eftersom de bara jagade djur. 
Jasper är fortfarande den i familjen som har svårast att hålla sig till sin diet, men han klarar det tack vare stöd från Alice och den motvilja han känner för att döda människor. 
I filmerna spelas Jasper av Jackson Rathbone.

### Volturi
Volturi är en mäktig vampyrflock som bor i staden Volterra i Italien. De kallas vampyrernas ledare, för de har levt i över tre tusen år och vakat över vampyrerna. De ser det som sin plikt att se till att vampyrernas lagar upprätthålls. Det finns egentligen bara en grundläggande lag, och det är att hemlighålla vampyrernas existens. Alla vampyrer som är med i Volturi har röda ögon, vilket är en effekt av att de lever på människoblod. De tre högst uppsatta inom Volturi skyddas av ett flertal vampyrer som blivit rekryterade för sina speciella förmågor. Volturis vaktstyrka består av 32 vampyrer. En gång i tiden tillbringade Carlisle en längre period där som gäst, men efter ett tag lämnade han dem för att skapa en egen flock i USA. 
I slutet av andra boken reser Edward till Volterra för att be Volturi döda honom, vilket de vägrar. Hans plan blir då istället att dyka upp i fullt dagsljus mitt i staden så Volturi måste döda honom, men Bella stoppar honom. När Volturi får veta att Bella vet så mycket om vampyrerna bestämmer de att hon antingen måste dödas eller förena sig med dem. De blir väldigt imponerade och intresserade av Bellas talanger, eftersom det visar sig att ingen av deras psykiska förmågor kan användas mot henne, trots att hon bara är en vanlig människa.
I sista boken reser vampyren Irina från Denaliflocken till Volturi för att varna dem för att familjen Cullen har skapat ett "odödligt barn", som hon felaktigt har kommit fram till att halvvampyren Renesmee är. Volturi bestämmer sig att resa till Forks för att döda Renesmee, men när de kommer dit möter de av en så stor samling vittnen att de stannar upp och lyssnar på vad Bella och hennes vänner har att säga. När det klarlagts att Renesmee inte är ett odödligt barn, försöker Volturi komma på andra anledningar att starta ett krig. Men som tur är kommer Alice tillbaka, för hon och Jasper har tidigare rymt. De kommer tillbaka med en man som är samma sak som Renesmee, hälften vampyr, hälften människa. Då man säkert kan konstatera att Renesmee inte kommer att bli ett monster i framtiden återvänder Volturi till Volterra. 

#### Aro
Aro är en av Volturis tre ledare. Han har förmågan att läsa andras tankar, dock på ett något annorlunda sätt än vad Edward kan. Om han rör vid en person kan han se alla tankar den personen någonsin har tänkt. Aro är gift med en vampyr vid namn Sulpicia. Aro hade tidigare en syster som hette Didyme, men när han fick veta att hon och Marcus tänkte lämna Volturi förgjorde han henne, utan att låta Marcus få reda på att han bar skulden till Didymes bortgång. Han blev vampyr drygt 1300 år före Kristus.
I filmerna spelas Aro av Michael Sheen.

#### Caius
Caius är en av Volturis tre ledare. Caius har ingen känd förmåga, men några av hans starka personlighetsdrag är han är väldigt stridslysten och lättretlig. Han är gift med en vampyr vid namn Anthendora. Han har blont, nästan vitt hår. Han blev vampyr drygt 1300 år före Kristus.
I filmerna spelas Caius av Jamie Campbell Bower.

#### Marcus
Marcus är en av Volturis tre ledare. Han har förmågan att se relationer och band mellan människor eller vampyrer. Marcus ser alltid frånvarande och apatisk ut, detta är för att han bär på en evig sorg efter att hans hustru Didyme gick bort. Didyme var Aros syster och Aro dödade henne för att Marcus hade smugit med deras förhållande och planerat att rymma från Volturi. Marcus har långt, svart hår. 
I filmerna spelas Marcus av Christopher Heyerdahl.

#### Jane och Alec
Jane och Alec är två vampyrsyskon i Volturis vaktstyrka. Tvillingsyskonen blev förvandlade av Aro. De skulle brännas på bål i tron att de var häxor när Aro såg deras potential. De kallas därför "häxtvillingarna".
Janes förmåga är att skapa en illusion av smärta. Hennes förmåga är väldigt snabb men kan bara påverka en motståndare i taget. I filmerna har hon har ett runt ansikte med blont hår, hon är vacker med lite barnsliga drag. I boken har hon dock brunt, stripigt hår. 
Alec har förmågan att stänga av alla sinnen hos alla personer inom ett visst område. Hans förmåga är väldigt långsam men kan påverka flera motståndare. Volturi använder hans förmåga när de ska tampas med många motståndare samtidigt, eller när de vill vara barmhärtiga när de förgör vampyrer. 
I filmerna spelas Jane av Dakota Fanning, och Alec av Cameron Bright.

#### Demetri
Demetri är medlem i Volturis vaktstyrka. Hans förmåga är att spåra och han är väldigt storväxt och stark. 
I filmerna spelas Demetri av Charlie Bewley.

#### Felix, Corin och Santiago
Felix, Corin och Santiago är biroller i bokserien, de är alla medlemmar i Volturis vaktstyrka. Felix är stor och kraftig och är ofta Demetris medhjälpare. Corin har en speciell förmåga, men det framkommer aldrig vad. Corin och Santiago nämns inte mycket i böckerna och har inga roller i filmerna.
I filmerna spelas Felix av Daniel Cudmore.

#### Chelsea
Chelsea är medlem i Volturis vaktstyrka. Hon nämns först i Så länge vi båda andas. Hennes förmåga är att kunna stärka och försvaga relationer. I strider brukar hon stärka Volturis band och försvaga motståndarnas.

#### Renata
Renata är medlem i Volturis vaktstyrka. Hon är Aros personliga livvakt. Hennes förmåga är att hon är en fysisk sköld, vilket betyder att om någon försöker ta sig nära Aro för att skada honom, kan hon tvinga personen att plötsligt byta riktning utan att denne förstår varför. Hon står alltid bakom Aro med händerna på hans axlar. Hon skyddar även Caius och Marcus vid behov.

#### Heidi
Heidi är medlem i Volturis vaktstyrka. Hon har förmågan att lätt kunna få folk att lyda henne. Hon arbetar för Volturi genom att lura med sig folk till Volturis residens, där de sedan dricker människornas blod. Hon framträder i När jag hör din röst som modeinriktad, slank och vacker med mahognyfärgat hår och violetta ögon, det sistnämnda på grund av hennes blåa linser ovanpå hennes annars blodröda ögon. 
I filmerna spelas Heidi av Noot Seear.

#### Gianna
Gianna är en människa, och är väldigt vacker för sin ras, men hennes skönhet tycks ändå blekna i jämförelse med vampyrerna hon jobbar för. Hon är sekreterare åt Volturi och hoppas innerligt att någon dag få bli vampyr. I Så länge vi båda andas blir hon dock dödad.
I filmen New Moon spelas hon av Justine Wachsberger.

### Familjen Denali
Familjen Denali består av Eleazar och hans partner Carmen, samt systrarna Tanya, Irina och Kate, och senare även Kates partner Garrett. Precis som familjen Cullen lever de på en diet av djurblod istället för människoblod. De är goda vänner med familjen Cullen, trots att vänskapsbanden fick sig en törn när Cullen-familjen behövde hjälp att slåss mot armén av nyfödda vampyrer, samt när Irinas partner Laurent blev dödad av varulvarna. Denalifamiljen ville efter den händelsen ha tillåtelse att döda varulvarna, men de fick inget tillstånd, och lämnade därefter Cullens att slåss mot armén på egen hand.
Legenden om succubus, de vackra kvinnorna som förförde män och sedan drack deras blod, kommer ursprungligen från Tanya och hennes systar som inte alltid har varit vegetarianer.

#### Tanya
Tanya är ledaren i Denalifamiljen, och hon har lockigt, rödblont hår. Hon var intresserad av Edward Cullen, men han avvisade henne. Tanya kommer ursprungligen från Slovakien.
I filmerna spelas hon av Myanna Burring.

#### Irina
Irinas partner var Laurent som blev dödad av Quileutevargarna, och Irina hyser stort agg mot dem för det. I Så länge vi båda andas reser Irina till Cullens för att försonas, men på vägen dit får hon av misstag se Renesmee och Jacob, och drar den felaktiga slutsatsen att Renesmee är ett "odödligt barn". Hon slits mellan sin vänskap till Cullen och sin respekt mot lagen, men till slut reser hon till Volturi och underrättar dem. När det visar sig att hon misstagit sig dödar Caius henne i hopp om att skapa strid. Tanya och Kate håller på att hoppa på honom men Cullen och deras vittnen håller tillbaka dem.
I filmerna spelas Irina av Maggie Grace.

#### Kate
Kate beskrivs som vacker och blond. Hennes förmåga är att hon kan leda ström över sin hud, främst handflatorna, och nuddar man henne då får man en elchock. Hon hjälper Bella att lära sig vidga sin sköld i Så länge vi båda andas.
I filmerna spelas Kate av Casey Labow.

#### Garrett
Garrett är en lång och muskulös vampyr med rubinröda ögon och brunt hår. Han är en äventyrare. Han blev medlem i Denaliflocken i Så länge vi båda andas, och blev då Kates partner och "vegetarian".

#### Eleazar och Carmen
Carmen och Eleazar har inte alltid hört till familjen Denali. Carmen pratar flytande spanska och var den första som lyssnade och trodde på Renesmees historia och fruktade henne inte. Eleazar är en gammal medlem av Volturis vaktstyrka och pratar också flytande spanska, och han har gåvan att se vilka extraordinära förmågor andra vampyrer besitter. Det är han som upptäcker Bellas mentala sköld.

#### Sasha och Vasilii
Sasha och Vasilii var tidigare medlemmar i Denaliflocken, men dog innan händelserna i bokserien. Sasha skapade Tanya, Kate, Irina, samt Vasilii, som var ett "odödligt barn". Odödliga barn är ytterst vackra, men skapandet av ett odödligt barn är förbjudet eftersom de är omöjliga att tämja och inte har någon självkontroll; de gör det svårt att hemlighålla vampyrernas existens. På grund av detta blev Sasha och Vasilii dödade. Tanya, Kate och Irina får aldrig veta varför deras skapare blev det. För att skydda dem berättade Sasha aldrig om Vasilii för sina "döttrar". Caius ville döda även dem, men tack vare deras ovetskap fick de leva. Tanya, Irina och Kate kommer aldrig över sorgen efter sin mor.

### Amazonflocken
Zafrina, Senna och Kachiri är medlemmarna i Amazonflocken. När familjen Cullen behöver vittnen till sammandrabbningen med Volturi kommer Zafrina och Senna, medan Alice behöver hjälp av Kachiri på annat håll. Zafrina speciella kraft är att hon kan skapa illusioner; hon kan till exempel få människor att tro att de står i en flod i Amazonas, trots att de egentligen befinner sig exakt där de tidigare var. Hennes gåva fungerar dock inte på Bella eller på någon under hennes sköld. Zafrinas band till Renesmee Cullen blir mycket starkt, eftersom de båda kan kommunicera med hjälp av bilder. Med Kates hjälp pressade hon Bella till det yttersta för att kunna lära henne att hantera sin sköld i god tid till striden.

### Amerikanska nomader
Peter och hans fru Charlotte, samt Mary och Randall, är amerikanska nomader. Peter är Jaspers vän, som hjälpte Jasper att fly från sitt våldsamma liv som general över gruppen med nyfödda vampyrer på den tiden då han levde med vampyren Maria. Peter och Jasper hade som jobb att förgöra de nyfödda när de efter ett år förlorat sin styrka. Innan Jasper träffade Alice levde han med Peter och Charlotte. 

### Europeiska nomader
Alistair, Charles och Makenna är europeiska nomader. Alistair är en god vän till Carlisle, fast de träffas sällan. Alistair har förmågan att spåra. Hans kraft är inte särskilt kraftfull, han känner bara en dragning till det han spårar. När Carlisle ber honom komma och vittna är han väldigt motvillig. På grund av sin rädsla att bli straffad av Volturi lämnar han familjen Cullen innan Volturi kommer. Alistair är en ensamvarg. Charles är Makennas partner och har förmågan att känna om någonting är sant.

### Irländska flocken
Siobhan, Liam och Maggie är medlemmarna i den irländska flocken. Liam, som är partner till Siobhan, är väldigt beskyddande över Siobhan och Maggie. Siobhan har förmågan att påverka händelser med hjälp av sin vilja. Maggie är en rödhårig vampyr som har förmågan att se om någon ljuger. De kommer till Cullens som vittnen i Så länge vi båda andas.

### Rumänska nomader
Vladimir och Stefan regerade över de rumänska vampyrerna för 1500 år sedan. Volturi övermannade dem och brände deras slott. Efter förstörelsen var Vladimir och Stefan de enda överlevarna i sin flock. Efter det började de leva som nomader. De utvecklade ett hat mot Volturi och är i behov av hämnd. Deras hy är nästan genomskinlig och pudrig. De kallar Jane och Alec för "häxtvillingarna". Vladimir sägs även vara Vladimir Greve Dracula, som det berättats om i många historier.

### Egyptiska Flocken
Amun, Kebi, Benjamin och Tia är medlemmar i den egyptiska flocken. Amun och Kebi är partners, och Amun har den större auktoriteten av de två. Amun och Kebi visar tydligt att de inte tycker om att vara vittnen åt familjen Cullen i Så länge vi båda andas.
Benjamin och Tia, som är partners, har väldigt god uppfattning om vad som är rätt och fel. De är väldigt gladlynta. Benjamins förmåga är att han kan kontrollera elementen eld, luft, vatten och jord. Benjamins förmåga är väldigt stark och han håller på att öva upp den. Amun, som skapade Benjamin, visste redan innan han förvandlade Benjamin att han skulle bli kraftfull och vill inte förlora honom. Även Kebi har en extraordinär förmåga.
Benjamin spelas i filmerna av Rami Malek.

### James flock

#### James
James har ljusbrunt hår, kritvit hy och blodröda ögon. Han är känd som den skoningslöse jägarvampyren som jagar människor med hela sin koncentration som en sport, i sällsynta fall jagar han även djur. Flockmedlemmen Laurent säger att James gåva är sällsynt och att han alltid får tag på det han vill ha i slutändan, förutom Alice Cullen, som flydde ur hans klor för länge sedan då hon fortfarande var människa. Till skillnad från familjen Cullen dricker James och hans flock enbart människoblod. 
När James flock träffar familjen Cullen och Bella under en privat basebollmatch i första boken känner han Bellas doft och börjar jaga henne med sin partner Victoria. Han spårar Bella till hennes hemstad Phoenix och lurar henne till en balettstudio för att dricka hennes blod och mörda henne. Familjen Cullen hinner dit innan Bella dör, men James hinner bita Bella innan han övermannas. Edward räddar henne. I balettstudion blir James sliten i stycken och uppbränd av Emmett Cullen och Jasper Hale. 
Alice Cullen hade, då hon förfarande var människa, den godaste doft James någonsin känt. 
I filmen spelas James av Cam Gigandet.

#### Victoria
Victoria är en rödhårig, kattlik vampyr från James flock, som är James partner. I den första boken agerar hon som James medhjälpare i jakten på Bella Swan. Efter att James blir dödad vill hon hämnas på Edward Cullen, och börjar jaga Bella. Hon vill att Edwards partner ska dö, precis som hennes gjorde. Bella är dock skyddad av Quileutestammens varulvar. I tredje boken har Victoria skapat en armé av okontrollerbara, nyfödda vampyrer som hon beordrar att attackera Bella. Då hon gjorde detta skaffade hon sig också en ny partner (Riley) som hon lurade att hon älskade för att få hjälp. Det blir en strid i slutet av denna bok, och Edward dödar Victoria.
I filmerna Twilight och New Moon spelas hon av Rachelle Lefevre. I Eclipse spelades hon istället av Bryce Dallas Howard.

#### Laurent
Laurent har mörkt hår och olivfärgad hy. Han var medlem i James flock i Om jag kunde drömma. När James och Victoria väljer att jaga och försöka mörda Bella lämnar han dem och reser till familjen Denali, den andra "vegetariska" vampyrfamiljen, i Alaska, för att försöka anpassa sig till den "vegetariska dieten". Han klarar dock inte av att vänja sig vid den strikta dieten av djurblod, och började fuska genom att dricka människoblod i smyg. Under sin vistelse börjar han tycka om en vegetarian vid namn Irina, men känslan var inte tillräckligt stark för att han skulle stanna, så han återvände till Forks som en gentjänst till Victoria. Under besöket träffar han Bella och försöker döda henne men blir själv dödad av Quileutestammens varulvar.
I filmerna spelas Laurent av Edi Gathegi.

### Övriga

#### Riley
Som vampyr är Riley lång, muskulös med breda röda ögon och rött blont hår. Victoria biter och förändrar Riley när han är i Bellas ålder i Ljudet av ditt hjärta. Utan att vara medveten om att han endast blir utnyttjad av Victoria hjälper han henne att leda armén av nyfödda vampyrer. I striden mellan nyfödda och familjen Cullen i slutet av Ljudet av ditt hjärta berättar Edward att Victoria ljuger om sina känslor för honom, men han vägrar tro det. Edward försöker tala Riley till rätta, att han inte behöver slåss och dö. När han inte ger med sig dödar Seth Clearwater, en av varulvarna, honom med Edwards hjälp.
I filmen Eclipse spelas Riley av den australiske skådespelaren Xavier Samuel.

#### Bree Tanner
Bree Tanner är en nyfödd vampyr som är med i Victorias armé i Ljudet av ditt hjärta. Författaren Stephenie Meyer har tillägnat Bree en kort roman kallad Bree Tanners andra liv, där man får följa henne under den korta period då hon var vampyr innan hon förgjordes. Tanner är i 15-årsåldern och har mörkt hår och blodröda ögon. Under tiden i Victorias armé möter hon Diego, och de skapar tillsammans en klubb som de kallar ninjaklubben. Diego blir dessvärre dödad av Riley och Victoria. Carlisle skonar henne i slutstriden i Ljudet av ditt hjärta, men Volturi ingriper och förgör henne trots att familjen Cullen erbjuder sig att ta ansvar för henne.
Bree Tanner vill vara god, men Riley berättar inte för henne varför hon och de andra vampyrerna är skapade. Trots att hon är på den goda sidan är hon ett offer som dör orättvist.
I filmen Eclipse spelas Bree av Jodelle Ferland.

## Varulvar

### Sam Uley
Sam Uley är ledaren i La Push-flocken. Hans far, Levi Uley, lämnade honom och hans mor när Sam var väldigt ung. Innan han blev varulv var han tillsammans med Leah Clearwater. Hans relation med henne försvagades en aning efter hans förvandling, på grund av att han inte kunde berätta för henne vad han hade blivit.
Solomon Trimble stod i sluttexterna som "Jacobs vän" i Twilightfilmen, men var egentligen tänkt att spela Sam. I de senare filmerna spelar Chaske Spencer rollen som Sam.

### Jared Cameron
Jared Cameron är medlem i vargflocken. Han är den första medlemmen efter ledaren Sam Uley.
I filmerna spelas Jared av Bronson Pelletier.

### Paul Lahote
Paul Lahote är medlem i vargflocken. Han blir väldigt lätt arg och exploderar lätt till varg.
I filmerna spelas Paul av Alex Meraz.

### Embry Call
Embry Call är medlem i vargflocken och är en av Jacobs bästa vänner. Som varg är han grå med svarta fläckar på ryggen. Hans första framträdande är i New Moon. Embry brukar kalla Bella Swan för vampyrtjejen för att hon umgås med familjen Cullen. Embrys mamma var från Makahstammen, inte från Quileuterna. Emby vet inte vem hans pappa är. Eftersom varggenen förs från far till son så är det troligaste att han är halvbror med Jacob Black, Sam Uley eller Quil Atera, men alla deras pappor var vid Embrys födsel gifta. Nära slutet på Så länge vi båda andas gick Embry tillsammans med Quil Atera över till Jacobs flock.
Krys Hyatt spelade rollen som Embry i Twilightfilmen. I de senare filmerna spelas Embry av Kiowa Gordon.

### Quil Ateara
Quil Atera är medlem i vargflocken och är en av Jacobs bästa vänner. Han är väldigt muskulös. Han framträder först i New Moon men blir inte varg förrän i Eclipse.
I filmerna spelas Quil av Tyson Houseman.

### Seth Clearwater
Seth Clearwater är Leahs yngre bror och medlem i La Push-flocken. I sin vargform har han sandbrun päls. Han blir en varulv i När jag hör din röst vid ungefär samma tidpunkt som sin syster.
I filmerna spelas Seth av Boo Boo Stewart.

### Leah Clearwater
Leah Clearwater är den enda kvinnliga varulven i historien. Hon förvandlades till varulv på grund av händelserna i När jag hör din röst vid samma tid som hennes bror Seth.
I filmerna spelas Leah av Julia Jones.

### Collin Littlesea och Brady Fuller
Collin och Brady är medlemmar i vargflocken och är också två av de yngsta varulvarna i flocken.

## Människor

### Charlie Swan
Charlie Swan är Bellas pappa och jobbar som poliskonstapel i Forks. Hans intressen är att fiska, vilket han ofta gjorde med Billy Black och Harry Clearwater innan den sistnämnde gick bort, samt att se på diverse sporter på TV. Charlie gifte sig med Bellas mamma, Renée, strax efter att de båda hade gått ut High School, och de fick kort därefter Bella.
I filmerna spelas Charlie av Billy Burke.

### Renée Dwyer
Renée Dwyer (född Renée Higgenbotham; tidigare Renée Swan) gifte sig med Charlie Swan precis efter High School, men lämnade honom och flyttade ut med deras dotter, Bella, strax efter det. Renée är en energisk person som är villig att prova på nya saker, till exempel extremsporter, och handlar ofta innan hon tänker.
I filmerna spelas Renée av Sarah Clarke.

### Sue Clearwater
Sue Clearwater är änkan efter Harry Clearwater, som dog i New Moon av en hjärtattack.
I filmerna spelas Sue av Alex Rice.

### Harry Clearwater
Harry Clearwater var en äldre man som tillhörde Quilute-stammen. 

### Jessica Stanley
Jessica är en pratsam skvallerbytta på Forks High School. 
I filmerna spelas Jessica av Anna Kendrick.

### Angela Weber
Angela Weber är Bella Swans enda riktiga vän som är människa. 
I filmerna spelas Angela av Christian Serratos.

### Eric Yorkie
Eric är den första pojken att hälsa på Bella på hennes första dag på Forks High School.
I filmerna spelas Eric av Justin Chon.